# Брыкаланск
Брыкаланск (коми Кыдзкар) — село в Ижемском районе Республики Коми, административный центр одноимённого сельского поселения.
Расположено на высоком берегу правой протоки Печоры в 2 км от реки, в 54 км к северо-северо-востоку от Ижмы и в 140 км к северо-западу от города Печора.

## История
Основателем села согласно местным повериям считается Даниил Терентьев из деревни Брыка, прибывший сюда в 1777 году. Причиной тому могла послужить холера, свирепствовавшая тогда на берегах Ижмы. Первопроходец, перебравшись через Печору, поселился на высоком берегу у устья небольшого ручья, который назвал по имени родной деревни — Брыкашор (коми шор значит «ручей»). Впоследствии, благодаря плодородным почвам, заливным лугам и рыбным озёрам, сюда стали стекаться другие переселенцы с берегов Ижмы, которые, однако, селились ниже на три версты от первых жителей. Густой берёзовый лес, которым был покрыт местный берег Печоры, отразился в названии поселения, сохранившемся до сих пор — Кыдзкар (коми кыдз значит «берёза», а кар — «город»).
В материалах IV ревизии 1782 года это селение ещё не значится. Однако в материалах следующей 1795 года уже отмечено, что в 1782 году в «деревне Брыкалан» жили 35 человек (13 мужчин, 22 женщины), а в 1795 году их стало уже 55 (25 мужчин, 30 женщин), в 1816 году («деревня Брыкаланская») — 81 человек (41 мужчина, 40 женщин).
В 1837 году из Сизябска сюда переселился И. П. Терентьев с семьёй, в 1843 году здесь обосновалось ещё одно пришлое семейство (16 человек) из села Ижмы. В 1845 году, также из Ижмы, в Брыкаланск прибыл Е. И. Немчинов с семьёй, тогда же здесь появился и «новокрещёный самоядин» (ненец) Т. О. Ануфриев с семьёй (возможно, из Колвы).
В 1859 году село Брыкаланское включало в себя 49 дворов, 378 жителей, церковь. В 1897 году здесь было уже 796 человек, в 1905 году — 897 человек. В 1918 году Брыкаланск значился центром Брыкаланской волости, здесь располагались волостная управа, школа, насчитывалось 162 двора, 1061 житель.

В 1918 году встречается упоминание деревни Брыкашор, где имелось 3 двора, 16 жителей. Она находилась в паре вёрст от Брыкаланска, в последующих списках поселений не появлялась. В 1926 году в Брыкаланске было 183 двора, 865 жителей (420 мужчин, 445 женщин), и через 44 года, в 1970 году — почти столько же (870 человек). В 1970—1980-е годы численность населения стала сокращаться: 770 человек в 1979 году; 755 человек в 1989 году.
| 2010 |
| ---- |
| 585  |

## Этимология
Помимо коми Кыдзкар, у поселения имеются и другие названия. Русское название села происходит от соединения Брыка и коми лань, что на языке коми означает буквально «в направлении деревни Брыка». Позднее, по аналогии с другими русскими названиями, -нь отвердел (см. Кослан) и добавился топонимический суффикс -ск.
Из дневника Латкина известно о существовании другого названия Сазонова. В материалах Шренка село называется Сизовая. Возможно, оба варианта связаны с названием села Сизябск, которое находится неподалёку выше деревни Брыка.
Известны также названия Кыдзкарское, Кичкары, Брыкаловская, Сибирь.

## Климат
Климат Брыкаланска умеренно континентальный. Зима долгая и холодная, лето если и тёплое, то короткое. Летом возможны заморозки. Пик осадков сдвинут ближе к осени.
| Показатель                   | Янв.  | Фев. | Март  | Апр. | Май | Июнь | Июль | Авг. | Сен. | Окт. | Нояб. | Дек.  | Год  |
| ---------------------------- | ----- | ---- | ----- | ---- | --- | ---- | ---- | ---- | ---- | ---- | ----- | ----- | ---- |
| Средняя температура, °C      | −18,5 | −17  | −10,2 | −3,7 | 3,3 | 10,9 | 15,4 | 12,1 | 6,5  | −1,5 | −9,5  | −14,7 | −2,2 |
| Норма осадков, мм            | 35    | 27   | 27    | 32   | 40  | 51   | 61   | 68   | 59   | 56   | 47    | 42    | 545  |
| Источник: Климат: Брыкаланск |       |      |       |      |     |      |      |      |      |      |       |       |      |

## Экономика
Экономика села сосредоточена вокруг сельского хозяйства и рыбного промысла. В советское время в селе действовал колхоз «Брыкаланский», сейчас производство в куда меньших объёмах существует на базе личных подсобных хозяйств.

## Образование
В селе действует местная Брыкаланская школа.